# Françoise Van De Moortel
Pour les articles homonymes, voir De Morteel.
 (décembre 2015).
Si vous disposez d'ouvrages ou d'articles de référence ou si vous connaissez des sites web de qualité traitant du thème abordé ici, merci de compléter l'article en donnant les références utiles à sa vérifiabilité et en les liant à la section « Notes et références ».
Françoise Van De Moortel (née le 22 août 1941 à Ixelles et morte le 30 décembre 2005 à Ixelles) est une journaliste belge. Elle effectua toute sa carrière journalistique à la RTBF (radio-télévision publique belge francophone).

## Biographie
Elle est surtout connue pour toute une série d'émissions de débats dont la plus récente était L'Écran témoin.
En 1999, elle publia Intimes convictions, un livre autour du débat organisé par le réseau des Comités blancs, avec pour but d’entretenir la mémoire de l'Affaire Dutroux. Il est écrit sous forme d'entretiens avec Vincent Decroly, Marc Verwilghen et Nathalie de T' Serclaes, tous membres de la Commission Dutroux.
Françoise Van De Moortel s'est éteinte le vendredi 30 décembre 2005 à l'âge de 64 ans à son domicile ixellois, à Bruxelles, des suites d'un cancer. Ses funérailles ont eu lieu le mercredi 4 janvier 2006 à Ixelles.

## Filmographie
- Le secret du roi, Découverte du « renouveau charismatique » à l'occasion de la mort du roi Baudouin Ier. Première diffusion 23 septembre 1994 sur la RTBF, durée 52 minutes
- À vendre : filles de l'Est, Le trafic de femmes des Pays de l'Est vers les réseaux de prostitution. Tournage en Belgique et témoignages à Budapest. Première diffusion 17 septembre 1993 sur la RTBF, durée 29 minutes 38 secondes
- Le chemin des écoliers, Première enquête sur la drogue à l'école, en Belgique. Première diffusion 7 mai 1982 sur la RTBF, durée 61 minutes 30 secondes
- Belgica Nostra, La Mafia italienne en Belgique, infiltration dans les milieux politiques. Témoignages en Belgique et en Sicile. Première diffusion 14 septembre 1994 sur la RTBF, durée 64 minutes 17 secondes
- Belgique, terre d'Islam, Portrait de la communauté musulmane en Belgique, l'intégrisme, le GIA et la stratégie des frères musulmans. Première diffusion 10 avril 1996 sur la RTBF, durée 52 minutes